# Silvitettix
Silvitettix is een geslacht van rechtvleugeligen uit de familie veldsprinkhanen (Acrididae). De wetenschappelijke naam van dit geslacht is voor het eerst geldig gepubliceerd in 1904 door Lawrence Bruner.

## Soorten
Het geslacht Silvitettix omvat de volgende soorten:
- Silvitettix aphelocoryphus Jago, 1971
- Silvitettix audax Otte & Jago, 1979
- Silvitettix biolleyi Bruner, 1904
- Silvitettix chloromerus Jago, 1971
- Silvitettix communis Bruner, 1904
- Silvitettix concolor Jago, 1971
- Silvitettix gorgasi Hebard, 1924
- Silvitettix maculatus Otte & Jago, 1979
- Silvitettix malasmonotus Otte & Jago, 1979
- Silvitettix minutus Otte & Jago, 1979
- Silvitettix nigriceps Descamps & Amédégnato, 1970
- Silvitettix rhachicoryphus Jago, 1971
- Silvitettix ricei Otte & Jago, 1979
- Silvitettix salinus Bruner, 1904
- Silvitettix territus Otte & Jago, 1979
- Silvitettix thalassinus Jago, 1971
- Silvitettix volatilis Otte & Jago, 1979
- Silvitettix whitei Hebard, 1932